# ISO 31-0
ISO 31-0은 물리량과 물리 단위에 관한 국제 표준 ISO 31의 서론 부분이다. 이 표준은 물리량, 양 및 단위 기호, 그리고 SI와 같은 일관된 단위 시스템 사용에 대한 지침을 제공한다. 이 표준은 과학 및 기술의 모든 분야에서 사용될 목적으로 만들어졌으며, ISO 31 표준의 다른 부분에 정의된 더 전문화된 규약들에 의해 보강된다. ISO 31-0은 2009년 11월 17일에 폐지되었다. 이 표준은 ISO 80000-1으로 대체되었다. ISO 31의 다른 부분들도 폐지되었으며 ISO 80000의 부분들로 대체되었다.

## 범위
ISO 31은 물리적 현상을 정량적으로 설명하는 데 사용되는 물리량을 다룬다. 여기에 제시된 내용은 표준에 제공된 자세한 지침 및 예시 중 일부를 요약한 것이다.

## 양과 단위
물리량은 상호 비교 가능한 범주로 분류될 수 있다. 예를 들어, 길이, 너비, 지름 및 파장은 모두 동일한 범주에 속하며, 즉 모두 동일한 종류의 양이다. 이러한 양의 특정 예시는 단위라고 불리는 참조 양으로 선택될 수 있으며, 동일한 범주의 다른 모든 양은 수치값이라고 불리는 숫자를 곱하여 이 단위로 표현될 수 있다. 예를 들어, 우리가 다음과 같이 쓴다면
파장은 λ = 6.982 × 10−7 m 이다.
"λ"는 물리량(파장)의 기호이고, "m"은 단위(미터)의 기호이며, "6.982 × 10−7"은 미터 단위로 표현된 파장의 수치값이다.
더 일반적으로는 다음과 같이 쓸 수 있다.
A = {A} ⋅ [A]
여기서 A는 양의 기호이고, {A}는 A의 수치값을 나타내며, [A]는 여기에서 A가 표현되는 해당 단위를 나타낸다. 수치값과 단위 기호는 모두 인자이며, 그 곱이 양이다. 양 자체는 내재적인 특정 수치값이나 단위를 가지고 있지 않다. 어떤 곱셈과 마찬가지로, 동일한 양을 나타내는 수치값과 단위의 여러 다른 조합이 있을 수 있다 (예: A = 300 ⋅ m = 0.3 ⋅ km = ...). 이러한 모호성 때문에 {A} 및 [A] 표기법은 함께 사용되지 않으면 쓸모가 없다.
양의 값은 그것을 나타내는 단위와 무관하다. 특정 단위로 양을 표현할 때 나타나는 양의 수치값과 구별되어야 한다. 위 괄호 표기법은 이 의존성을 명확히 하기 위해 단위 기호 인덱스로 확장될 수 있다. 예를 들어 {λ}m = 6.982 × 10−7 또는 동등하게 {λ}nm = 698.2와 같이 사용할 수 있다. 실제로는 특정 단위로 표현된 양의 수치값을 참조해야 할 경우, 단순히 그 단위로 양을 나누는 것이 표기상 더 편리하다.
λ/m = 6.982 × 10−7
또는 동등하게
λ/nm = 698.2
이것은 그래프의 축에 레이블을 지정하거나 표 열의 머리글에 특히 유용하고 널리 사용되는 표기법으로, 각 수치값 뒤에 단위를 반복하는 것이 인쇄상 불편할 수 있다.

## 활자 표기법

### 양의 기호
- 양은 일반적으로 라틴어 또는 그리스어 알파벳의 단일 문자로 형성된 기호로 표현된다.
- 양의 기호는 텍스트의 나머지 부분에 사용된 활자체와 상관없이 이탤릭체로 설정된다.
- 텍스트에서 다른 양들이 동일한 문자 기호를 사용하는 경우, 아래첨자를 통해 구별할 수 있다.
- 아래첨자는 양의 기호나 변수로 구성된 경우에만 이탤릭체로 설정된다. 다른 아래첨자는 똑바로 선(로만체) 활자체로 설정된다. 예를 들어, "명목 부피(nominal volume)"의 경우 Vn으로 쓰지만 ("n"은 단순히 "nominal"이라는 단어의 약어임), n이 순서 색인 번호인 경우 Vn으로 쓴다.

### 단위의 이름과 기호
- 단위에 대한 국제적으로 표준화된 기호가 존재하는 경우, 그 기호만을 사용해야 한다. 국제단위계가 정의한 표준 기호 목록은 SI 문서를 참조하라. 대문자와 소문자의 구별은 SI 단위 기호에 중요하다. 예를 들어, "k"는 접두어 킬로를 나타내고 "K"는 단위 켈빈을 나타낸다. 사람이나 장소의 이름을 딴 모든 SI 단위의 기호는 대문자로 시작하며, 메가 이상의 모든 접두어의 기호도 마찬가지다. 다른 모든 기호는 소문자이다. 유일한 예외는 리터로, l과 L 둘 다 허용된다. 그러나 국제도량형위원회(CIPM)가 둘 중 하나를 억제할지 검토할 것이라고 명시되어 있다.
- 단위의 기호는 똑바로 선(로만체) 활자체로 인쇄해야 한다.

### 숫자
표준 텍스트의 3.3절을 참조하라.
- 숫자는 똑바로 선(로만체) 활자체로 인쇄해야 한다.
- ISO 31-0 (개정 2 이후)은 "소수점은 줄 위의 쉼표 또는 줄 위의 점이다"라고 명시한다. 이는 2003년 제22차 CGPM의 결의안 10[1]을 따른 것이다.[2]

예를 들어, 2분의 1은 0.5 또는 0,5로 쓸 수 있다.
- 긴 자릿수로 구성된 숫자는 가독성을 높이기 위해 그룹으로 분리할 수 있으며, 가급적 세 자리씩 작은 공백으로 구분한다. 이러한 이유로 ISO 31-0은 이러한 숫자 그룹을 쉼표나 점으로 구분해서는 안 된다고 명시한다. 이들은 소수점용으로 예약되어 있기 때문이다.

예를 들어, 백만(1000000)은 1 000 000으로 쓸 수 있다.
- 1보다 작은 숫자의 경우, 소수점 앞에 0을 붙여야 한다.
- 곱셈 기호는 십자 기호(×) 또는 반높이 점(⋅)이지만, 점이 소수점 구분자로 사용될 때는 후자를 사용해서는 안 된다.

### 표현
- 양의 표현에서 단위 기호는 수치값 뒤에 온다.
- 수치값과 단위 기호는 공백으로 구분된다. 이 규칙은 "25 °C"와 같이 섭씨 온도 "°C" 기호와 "10 %"와 같이 백분율 기호에도 적용된다.
  - 유일한 예외는 평면각 단위 기호인 도(°), 분('), 초(")로, 숫자 뒤에 공백 없이 온다(예: "30 degrees"는 "30°"로 표현됨).
- 양이 더해지거나 빼지는 경우, 다음과 같이 괄호를 사용하여 여러 수치값에 단위 기호를 분배할 수 있다.
t = 25 s − 3 s = (25 − 3) s
P = 100 kW ± 5 kW = (100 ± 5) kW
(하지만: 100 ± 5 kW는 안 됨)
d = 12 × (1 ± 10−4) m
- 곱셈은 ab, a b, a⋅b, 또는 a×b로 쓸 수 있다. 숫자를 곱하는 기호는 십자(×) 또는 반높이 점(⋅)이다. 줄 위의 점이 소수점 구분자로 사용될 경우, 소수점과 곱셈점 사이의 혼동을 피하기 위해 숫자 옆에 십자 기호를 사용해야 한다.
- 나눗셈은 {\displaystyle {\frac {a}{b}}}, a/b 또는 a와 b−1의 곱으로 쓸 수 있다. 예를 들어 a⋅b−1이다. 분자나 분모 자체가 곱셈 또는 나눗셈일 수 있지만, 이 경우 모호성을 피하기 위해 괄호가 사용되지 않는 한, 슬래시(/) 뒤에 동일한 줄에 곱셈 기호나 나눗셈 기호가 오지 않아야 한다.

### 수학적 기호
국제적으로 표준화된 수학 기호 및 표기법의 포괄적인 목록은 ISO 31-11에서 찾을 수 있다.

## 같이 보기
- ISO 31
- ISO 1000
- SI
- ISO 31-11
- ISO 80000, ISO 80000-1

## 참고 문헌
- 국제 표준 ISO 31-0: Quantities and units — Part 0: General principles. 국제 표준화 기구, Geneva, 1992.
- SI brochure. Bureau International des Poids et Mesures.
- Cvitas, T (February 2002), 《Quantity calculus》, Interdivisional Committee on Terminology, Nomenclature and Symbols (IUPAC), 2005년 4월 4일에 원본 문서에서 보존된 문서.
- I. M. Mills and W. V. Metanomski: On the use of italic and roman fonts for symbols in scientific text. Interdivisional Committee on Nomenclature and Symbols, IUPAC, December 1999.
- B. N. Taylor and A. Thompson: The International System of Units (SI). NIST Special Publication 330. US 미국 국립표준기술연구소, 2008.
- A. Thompson and B. N. Taylor: Guide for the use of the International System of Units (SI). NIST Special Publication 811. US 미국 국립표준기술연구소, 2008.
- Unit rules and style conventions – Check list for reviewing manuscripts. US 미국 국립표준기술연구소, 1998.